# Реми, Николя
Николя Реми (фр. Nicolas Remy), или Николаус Ремигий (1530—1616) — французский писатель и судья, «лотарингский Торквемада», известный тем, что при его участии было присуждено к смертной казни за колдовство до 800 человек.

## Биография

### Ранние годы
Родился в семье чиновника (профоса) Жерара Реми.
Изучал право и литературу в Тулузе, в 1563—1570 годах работал в Париже.

### Чиновник и инквизитор
В 1570 году дядя Николя, Франсуа Миттар, по соизволению герцога Карла Лотарингского сложил свои полномочия генерал-лейтенанта бальяжа Вогезы в пользу своего племянника. Эту должность Реми занимал до 1575 года с резиденцией в Мирекуре.
В 1575—1576 годах — секретарь герцога, затем до 1591 года член верховного суда шёффенов Лотарингии в Нанси и шёффен там же. 1 января 1583 года произведён в дворяне. С 1589 года одновременно представитель герцога в Тайном совете, с сохранением места шёффена.
С 1591 года — генеральный прокурор Лотарингии. Также выполнял дипломатические поручения герцога. В 1606 году Реми сменил на этом посту его сын Клод.
Именно на время службы отца и сына Реми (1591—1631) приходится наибольший размах ведовской истерии в Лотарингии.

## Сочинения
Реми написал «Remigii Daemonolatreia» (О почитании демонов, Лион, 1595) и «Histoire de Lorraine de 1473 à 1598» (История Лотарингии с 1473 по 1598 гг., Понт-а-Муссон, 1617).